# Subjectieve waardetheorie
De subjectieve waardetheorie is een economische waardetheorie, die beweert dat een object om waarde te bezitten zowel nuttig als schaars moet zijn, waarbij de grootte van de waarde afhangt van het vermogen van een object om in de behoeften van enig gegeven individu te voorzien. Het begrip waarde moet in deze context onderscheiden worden van ruilwaarde of prijs. De subjectieve waardetheorie erkent dat het ene object nuttiger kan zijn in het voorzien van de behoeften van een persoon dan het andere object. De theorie staat in contrast met de intrinsieke waardetheorieën, waarin wordt gesteld dat er een objectief correcte waarde van een object zou bestaan, die onafhankelijk van individuele waardeoordelen kan worden bepaald, bijvoorbeeld door het analyseren van de hoeveelheid arbeid, die is opgegaan in het produceren van het betreffende object (zie arbeidswaardetheorie).

## Voetnoten
1. ↑  Menger, C. Principles of Economics, p. 132